# San Giuliano Terme
San Giuliano Terme este o comună în Provincia Pisa, Toscana din centrul Italiei. În 2011 avea o populație de  31.157 de locuitori.

## Persoane legate de San Giuliano Terme
- Nazario Pardini (1937), eseist, poeta și și critic literar.

## Demografie
San Giuliano Terme - evoluția demografică

|  | Graficele sunt indisponibile din cauza unor probleme tehnice. Mai multe informații se găsesc la Phabricator și la wiki-ul MediaWiki. |

Date: Recensăminte sau birourile de statistică - grafică realizată de Wikipedia